# Иванова, Ольга Викторовна (актриса)
Ольга Викторовна Иванова (род. 5 августа 1961) — российская театральная актриса, заслуженная артистка России.

## Биография
Родилась 5 августа 1961 года. 
Школьницей занималась в Театре юных москвичей. В 1983 году окончила актёрский факультет ГИТИСа (курс С. Н. Колосова и Л. И. Касаткиной).
В 1984—1990 годах работала диктором на Гостелерадио СССР.
С января 1990 года по 2023 годы в московском театре на Юго-Западе.
Художник по костюмам в спектаклях Театра на Юго-Западе: «ZOOFELLINI\ Интернет и ТВ времен Римской империи», «В поисках сокровищ», «Дозвониться до дождя», «Любовь и голуби», «Портрет Дориана Грея», «Кабала святош», «Примадонны», «Ромул Великий», "Средство Макропулоса".

## Семья
- Дочь — актриса Алина Анатольевна Лакомкина, окончила училище им. Щепкина, играет в театре на Юго-Западе[1].
- Муж — актёр и режиссёр Олег Николаевич Леушин (род. 1968), заслуженный артист Российской Федерации[2].

## Награды
- Заслуженная артистка России (2009).

## Работы в театре

### Роли текущего репертуара
В настоящее время в театре не играет.

### Сыгранные роли
- «J. Gay — Опера. ру» — Дженни-Малина
- «Анна Каренина — 2» — Молва
- «Гамлет» — Гертруда
- «Дракон» (2-я версия, 1999 г.) — Мария-Луиза
- «Дураки» — Эллен
- «Женитьба» (1-я версия) — Тётушка
- «Игра в кубики» — Элеонора Гавриловна
- «Кабала святош» — Мадлена Бежар
- «Калигула» (2-я версия 1999 г.) — Цезония
- «Конкурс» — Зинаида
- «Куклы» — Аурелия
- «Любовь и голуби» — Шура
- «Люди и джентльмены» — Ассунта, Матильда Боцци
- «Макбет» — Леди Макдуф
- «Мастер и Маргарита» — Маргарита, жена Семплеярова, гостья на балу
- «На дне» — Василиса, Анна
- «Номер 13» — Памелла Уилли
- «Опера нищих» — Дженни Малина
- «Портрет Дориана Грея» — мать Джеймса и Сибиллы
- «Ревизор» (возобновление 1999 г.) — Анна Андреевна
- «Ромео и Джульетта» — Леди Капулетти
- «Самоубийца» — Клеопатра Максимовна
- «Слуга двух господ» — Гортензия
- «Смерть» — Проститутка
- «Собаки» — Такса
- «Сон в летнюю ночь» — Фея
- «Трактирщица» — актриса
- «Три сестры» — Маша
- «Три цилиндра» — Фани
- «Трилогия»
- «Укрощение строптивой» — Бьянка
- «Царь Эдип» — Иокаста
- «Чайка» (2-я редакция) — Аркадина
- «Щи» — Поваренок Маренго из кур
- «Эти свободные бабочки» — Миссис Бейкер

## Фильмография

### Актриса
1. 1983 — Отпуск по ранению
2. 1983 — Уникум — сотрудница НИИ
3. 2005 — Жизнь — поле для охоты — Лали, дочь генсека
4. 2010 — Дом образцового содержания — Татьяна Кулькова